# Милан Райлич
Милан Райлич (босн. Milan Rajlić, 16 жовтня 1916, Травник  — 10 травня 1925, Кралево) — югославський футболіст, що грав на позиції нападника. Після завершення кар'єри гравця — футбольний тренер. Відомий виступами, зокрема, за клуби «Славія» (Сараєво), «Желєзнічар» (Сараєво) і «Сараєво».

## Життєпис
З 1933 року грав у складі футбольного клубу «Славія» (Сараєво), що виступав у вищому дивізіоні чемпіонату Югославії. Був одним найрезультативніших гравців команди. В 1936 році став срібним призером першості. Того року команди були поділені на п'ять груп, переможці яких виходили у фінальний турнір, де мало виступати 8 команд. «Славія» попередньо не вийшла у фінальний турнір, посівши третє місце у групі. Через суперечності між клубами фінальний турнір не був проведений. Ряд сильних команд відмовились грати. Організатори вирішили розіграти титул чемпіона між клубами, що залишились за кубковою системою. У підсумку «Славія» дісталась фіналу, де поступилась команді БСК — 0:0, 0:1. На рахунку Райлича усі 8 матчів у кубковому турнірі і 6 забитих голів.
Фіналіст Зимового кубка 1939 року — передвісника кубка Югославії. Турнір проводився взимку 1938—1939 років. «Славія» перемогла загребські ХАШК (0:1, 3:0, два голи забив Райлич) і «Конкордію» (2:2, 2:0, Милан забив два голи у першому матчі), а також пройшла в півфіналі 
«Граджянські» завдяки технічній перемозі. Фінальні матчі проти «Югославії» були зіграні через рік у січні 1940 року і принесли перемогу команді з Белграду — (1:5, 0:0, Єдиний гол своєї команди забив Райлич)..
Ще раз став призером чемпіонату Югославії у сезоні 1939–1940. 20 найсильніших команд були поділені на дві групи — сербську і хорватсько-словенську. «Славія» стала третьою у сербській лізі, а потім також посіла третє місце і у фінальному турнірі для шести команд. На рахунку Милана 6 матчів у фінальному турнірі.
Завдяки третьому місцю у чемпіонаті, «Славія» отримала можливість виступити у престижному центральноєвропейському Кубку Мітропи 1940, у якому того року брали участь лише клуби з Угорщини, Югославії і Румунії, через початок Другої світової війни. У чвертьфіналі «Славія» зустрічалась з сильним угорським «Ференцварошем». Домашній матч у Сараєво викликав величезний ажіотаж серед уболівальників. «Славія» сенсаційно перемогла з рахунком 3:0, завдяки двом голам Милана Райлича і голу Бранко Шаліпура. У матчі-відповіді лідер «Ференцвароша» Дьордь Шароші, який не грав у першій грі, забив 4 голи, а його команда перемогла з рахунком 11:1 і вийшла у півфінал.
В 1940 році зіграв у складі національної збірної Югославії у матчі за кубок Дуная проти Румінії. Також у 1938—1940 роках зіграв 2 матчі у складі збірної Югославія-Б.
Сезон 1940-41 грав у складі «Славії» в чемпіонаті Сербії. Загалом у складі клубу «Славія» зіграв понад 150 матчів і забив 65 голів.
У воєнні часи грав у сербських клубах, зокрема, «Югославії» і «Слозі» з 1943 року.
Пізніше виступав у команді «Желєзнічар» (Сараєво) у 1945—1947 роках, де був граючим тренером клубу. Зіграв у чемпіонаті 18 матчів і забив 5 голів.
В 1945 році брав участь у складі збірної республіки Боснія і Герцеговина у першому післявоєнному чемпіонаті Югославії. Боснія і Герцеговина з рахунком 1:6 програла Хорватії.
В 1947—1949 роках грав за клуб «Сараєво», у складі якого провів 18 матчів у чемпіонаті і забив 11 голів.
З 1949 по 1952 рік був граючим тренером клубу «Слога» (Кралево).
10 травня 1925 року помер у місті Кралево у віці 36 років.
Ще до розпаду Югославії в місті Кралево проводився регулярний «Меморіальний турнір Мілана Райлича», участь у якому брали колишні клуби гравця «Желєзнічар», «Сараєво» і «Слога».
| Дата       | Місто   | Господарі | Результат | Гості   | Турнір      | Голи | Примітки |
| ---------- | ------- | --------- | --------- | ------- | ----------- | ---- | -------- |
| 22.09.1940 | Белград | Югославія | 1 – 2     | Румунія | Кубок Дунаю | -    |          |
| Усього     |         | Матчів    | 1         |         | Голів       | 0    |          |

### Статистика виступів у кубку Мітропи
| №                      | Розіграш               | Стадія                 | Дата та місце проведення | Команда 1              | Рахунок | Команда 2        | Голи    |
| ---------------------- | ---------------------- | ---------------------- | ------------------------ | ---------------------- | ------- | ---------------- | ------- |
| 1                      | 1940                   | 1/4                    | 19.06.1940 Сараєво       | Славія (Сараєво)       | 3:0     | Ференцварош      | 36' 65' |
| 2                      | 1940                   | 1/4                    | 23.06.1940 Будапешт      | Ференцварош            | 11:1    | Славія (Сараєво) |         |
| Всього у кубку Мітропи | Всього у кубку Мітропи | Всього у кубку Мітропи | Всього у кубку Мітропи   | Всього у кубку Мітропи | 2       |                  | 2       |

## Трофеї і досягнення
- Срібний призер чемпіонату Югославії: 1936
- Бронзовий призер чемпіонату Югославії: 1940
- Фіналіст Зимового кубка Югославії: 1939